# Robert Foulis
Robert Foulis (* 5. Mai 1796 in Glasgow, Schottland; † 26. Januar 1866 verarmt in Saint John, Neubraunschweig) war ein Erfinder. Er ist der Erfinder des dampfbetriebenen Nebelhorns, d. h. der Nebel-Dampfpfeife.
Nach einem Studium der Ingenieurwissenschaften zog er 1816 nach Belfast, wo er Elizabeth Leatham heiratete. Seine Frau gebar eine Tochter namens Euphemia, verstarb aber bei der Geburt 1817. Im Jahr 1818 ließ er seine Tochter bei seiner Tante zurück und übersiedelte nach Halifax, Kanada und arbeitete unter anderem als Landvermesser und bei der Konstruktion von Dampfschiffen, einer Hafenfähre und eines Leuchtturms.
1852 ließ er ein neues Gasbeleuchtungsprinzip auf Basis von Albertit, einer Asphaltvariante aus Gesteinsformationen im Albert County, patentieren. Ein Jahr später, 1853, stellte er den Leuchtturm von Partridge Island auf sein neues Lampensystem um. Partridge Island war sowohl Leuchtturm- als auch Nebelwarnstandort. 1791 war dort eine Kanone für Warnschüsse installiert worden, die 1832 um eine 1000 Pfund schwere Glocke ergänzt wurde. Die Hörweite dieser Signaleinrichtungen war jedoch beschränkt, was auch in verärgerten Berichten aus der Seefahrt erhalten ist. Foulis trug den Behörden bei der Vorstellung seiner Gasbeleuchtung 1852 auch seine Idee einer Dampfpfeife als Ersatz für die Nebelglocken vor. Jeder Standort sollte eine Kennung aus definierten Hornintervallen bekommen, um sie akustisch deutlich unterscheiden zu können. Die zuständige Behörde war von der Idee jedoch nicht angetan und versuchte stattdessen, die vorhandene Nebelglocke zu verbessern.
1858 trug er seine Idee erneut vor, und der für die Leuchttürme Zuständige Isaac Woodward bat ihn um konkrete Pläne. Woodward übergab diese Pläne aber an Vernon Smith, einen Dampflok-Ingenieur, der sie nach geringen Veränderungen bei den Behörden einreichte. Schließlich baute Smith 1859 auf Partridge Island die erste Dampf-Nebelpfeife.
Als Foulis davon erfuhr, kontaktierte er die Behörden und versuchte, als eigentlicher Erfinder der Dampfpfeife anerkannt zu werden. Die Regierung beantwortete seine Schreiben zunächst nicht. Nach Erwähnungen in der Presse arbeitet eine Kommission schließlich einen Bericht über die Urheberschaft der Dampfpfeife aus. 1864 legte die Kommission den Bericht der Regierung vor und schrieb die Idee darin Foulis zu.
Mittlerweile hatte der Amerikaner Celadon Daboll im Jahr 1851 ein Patent auf eine einfacher zu betreibende druckluftbetriebene Signalpfeife erhalten, so dass Foulis keinen finanziellen Gewinn mehr aus seiner Erfindung ziehen konnte.